# Ernest Kakhobwe
Ernest Kakhobwe (Thyolo, 26 giugno 1993) è un calciatore malawiano, portiere del Big Bullets e della nazionale malawiana.

## Carriera

### Club
Ha giocato nella prima divisione malawiana.

### Nazionale
Debutta con la nazionale malawiana il 18 aprile 2017 in occasione dell'amichevole pareggiata 0-0 contro il Kenya.
Nel dicembre del 2021 viene incluso nella lista finale dei convocati della Coppa delle nazioni africane 2021.

## Statistiche
Statistiche aggiornate al 4 gennaio 2022.

### Cronologia presenze e reti in nazionale
| Cronologia completa delle presenze e delle reti in nazionale ― Malawi | Cronologia completa delle presenze e delle reti in nazionale ― Malawi | Cronologia completa delle presenze e delle reti in nazionale ― Malawi | Cronologia completa delle presenze e delle reti in nazionale ― Malawi | Cronologia completa delle presenze e delle reti in nazionale ― Malawi | Cronologia completa delle presenze e delle reti in nazionale ― Malawi | Cronologia completa delle presenze e delle reti in nazionale ― Malawi | Cronologia completa delle presenze e delle reti in nazionale ― Malawi |
| Data                                                                  | Città                                                                 | In casa                                                               | Risultato                                                             | Ospiti                                                                | Competizione                                                          | Reti                                                                  | Note                                                                  |
| --------------------------------------------------------------------- | --------------------------------------------------------------------- | --------------------------------------------------------------------- | --------------------------------------------------------------------- | --------------------------------------------------------------------- | --------------------------------------------------------------------- | --------------------------------------------------------------------- | --------------------------------------------------------------------- |
| 18-4-2017                                                             | Machakos                                                              | Kenya                                                                 | 0 – 0                                                                 | Malawi                                                                | Amichevole                                                            | -                                                                     |                                                                       |
| 22-4-2017                                                             | Antananarivo                                                          | Madagascar                                                            | 1 – 0                                                                 | Malawi                                                                | CHAN 2018                                                             | -1                                                                    |                                                                       |
| 29-4-2017                                                             | Lilongwe                                                              | Malawi                                                                | 0 – 1                                                                 | Madagascar                                                            | CHAN 2018                                                             | -1                                                                    |                                                                       |
| 25-6-2017                                                             | Moruleng                                                              | Tanzania                                                              | 2 – 0                                                                 | Malawi                                                                | Coppa COSAFA 2017 - 1º turno                                          | -2                                                                    |                                                                       |
| 27-6-2017                                                             | Phokeng                                                               | Malawi                                                                | 0 – 0                                                                 | Mauritius                                                             | Coppa COSAFA 2017 - 1º turno                                          | -                                                                     |                                                                       |
| 29-6-2017                                                             | Phokeng                                                               | Malawi                                                                | 0 – 0                                                                 | Angola                                                                | Coppa COSAFA 2017 - 1º turno                                          | -                                                                     |                                                                       |
| 22-3-2019                                                             | Lilongwe                                                              | Malawi                                                                | 0 – 0                                                                 | Marocco                                                               | Qual. Coppa d'Africa 2019                                             | -                                                                     |                                                                       |
| 20-4-2019                                                             | Manzini                                                               | eSwatini                                                              | 0 – 0                                                                 | Malawi                                                                | Qual. CHAN 2020                                                       | -                                                                     |                                                                       |
| 11-5-2019                                                             | Blantyre                                                              | Malawi                                                                | 1 – 1                                                                 | eSwatini                                                              | Qual. CHAN 2020                                                       | -1                                                                    |                                                                       |
| 26-5-2019                                                             | Umlazi                                                                | Malawi                                                                | 3 – 0                                                                 | Seychelles                                                            | Coppa COSAFA 2019 - 1º turno                                          | -                                                                     |                                                                       |
| 28-5-2019                                                             | Umlazi                                                                | Namibia                                                               | 1 – 2                                                                 | Malawi                                                                | Coppa COSAFA 2019 - 1º turno                                          | -1                                                                    |                                                                       |
| 2-6-2019                                                              | KwaMashu                                                              | Zambia                                                                | 2 – 2 dts (4 - 2 dtr)                                                 | Malawi                                                                | Coppa COSAFA 2019 - Quarti di finale                                  | -2                                                                    |                                                                       |
| 7-6-2019                                                              | Durban                                                                | Sudafrica                                                             | 0 – 0 dts (5 - 4 dtr)                                                 | Malawi                                                                | Coppa COSAFA 2019 - Finale                                            | -                                                                     | 118’                                                                  |
| 13-10-2019                                                            | Maseru                                                                | Lesotho                                                               | 1 – 1                                                                 | Malawi                                                                | Amichevole                                                            | -1                                                                    | 46’ 86’                                                               |
| 11-10-2020                                                            | Blantyre                                                              | Malawi                                                                | 0 – 0                                                                 | Zimbabwe                                                              | Amichevole                                                            | -                                                                     |                                                                       |
| 16-11-2020                                                            | Blantyre                                                              | Malawi                                                                | 0 – 0                                                                 | Burkina Faso                                                          | Qual. Coppa d'Africa 2021                                             | -                                                                     |                                                                       |
| 17-3-2021                                                             | Bahar Dar                                                             | Etiopia                                                               | 4 – 0                                                                 | Malawi                                                                | Amichevole                                                            | -4                                                                    | 46’                                                                   |
| 24-3-2021                                                             | Omdurman                                                              | Sudan del Sud                                                         | 0 – 1                                                                 | Malawi                                                                | Qual. Coppa d'Africa 2021                                             | -                                                                     |                                                                       |
| 29-3-2021                                                             | Blantyre                                                              | Malawi                                                                | 1 – 0                                                                 | Uganda                                                                | Qual. Coppa d'Africa 2021                                             | -                                                                     |                                                                       |
| 13-6-2021                                                             | Dar es Salaam                                                         | Tanzania                                                              | 2 – 0                                                                 | Malawi                                                                | Amichevole                                                            | -2                                                                    | 89’                                                                   |
| 9-7-2021                                                              | Port Elizabeth                                                        | Malawi                                                                | 2 – 2                                                                 | Zimbabwe                                                              | Coppa COSAFA 2021 - 1º turno                                          | -2                                                                    |                                                                       |
| 11-7-2021                                                             | Port Elizabeth                                                        | Mozambico                                                             | 2 – 0                                                                 | Malawi                                                                | Coppa COSAFA 2021 - 1º turno                                          | -2                                                                    |                                                                       |
| 3-9-2021                                                              | Yaoundé                                                               | Camerun                                                               | 2 – 0                                                                 | Malawi                                                                | Qual. Mondiali 2022                                                   | -2                                                                    |                                                                       |
| 16-11-2021                                                            | Cotonou                                                               | Mozambico                                                             | 1 – 0                                                                 | Malawi                                                                | Qual. Mondiali 2022                                                   | -1                                                                    |                                                                       |
| 31-12-2021                                                            | Gedda                                                                 | Malawi                                                                | 2 – 1                                                                 | Comore                                                                | Amichevole                                                            | -1                                                                    | 80’                                                                   |
| 10-1-2022                                                             | Bafoussam                                                             | Guinea                                                                | 1 – 0                                                                 | Malawi                                                                | Coppa d'Africa 2021                                                   | -1                                                                    |                                                                       |
| 14-1-2022                                                             | Bafoussam                                                             | Malawi                                                                | 2 – 1                                                                 | Zimbabwe                                                              | Coppa d'Africa 2021                                                   | -1                                                                    | 90+1’                                                                 |
| 6-7-2022                                                              | Durban                                                                | Lesotho                                                               | 2 – 1                                                                 | Malawi                                                                | Coppa COSAFA 2022 - 1º turno                                          | -2                                                                    |                                                                       |
| Totale                                                                |                                                                       | Presenze                                                              | 28                                                                    |                                                                       | Reti                                                                  | -27                                                                   |                                                                       |

## Palmarès

### Club

#### Competizioni nazionali
- Campionato malawiano: 5

Big Bullets: 2018, 2019, 2020-2021, 2022, 2023
- Coppa del Malawi: 1

Big Bullets: 2022